# Chrysochroa edwardsii
Chrysochroa edwardsii es una especie de escarabajo barrenador metálico del género Chrysochroa, categorizada en la tribu Chrysochroini, de la subfamilia Chrysochroinae. Fue descrita científicamente por Hope en 1843.

## Descripción
Mide 40 milímetros (1,6 pulgadas). Élitros verde metalizado, con una franja transversal grande color amarillo anaranjado, pronoto púrpura oscuro y patas verde brillante.

## Distribución geográfica
Habita en la región indomalaya.